# Grand Prix Formule 1 van Zuid-Afrika 1984
De Grand Prix Formule 1 van Zuid-Afrika 1984 werd verreden op 7 april op het circuit van Kyalami. Het was de tweede race van het seizoen.

## Uitslag
| Positie | Nr | Rijder             | Team              | Ronden | Tijd/Opgave       | Startplaats | Punten |
| ------- | -- | ------------------ | ----------------- | ------ | ----------------- | ----------- | ------ |
| 1       | 8  | Niki Lauda         | McLaren-TAG       | 75     | 1:29:23.430       | 8           | 9      |
| 2       | 7  | Alain Prost        | McLaren-TAG       | 75     | + 1:05.950        | 5           | 6      |
| 3       | 16 | Derek Warwick      | Renault           | 74     | + 1 Ronde         | 9           | 4      |
| 4       | 22 | Riccardo Patrese   | Alfa Romeo        | 73     | + 2 Rondes        | 18          | 3      |
| 5       | 26 | Andrea de Cesaris  | Ligier-Renault    | 73     | + 2 Rondes        | 14          | 2      |
| 6       | 19 | Ayrton Senna       | Toleman-Hart      | 72     | + 3 Rondes        | 13          | 1      |
| 7       | 11 | Elio de Angelis    | Lotus-Renault     | 71     | + 4 Rondes        | 7           |        |
| 8       | 21 | Mauro Baldi        | Spirit-Hart       | 71     | + 4 Rondes        | 20          |        |
| 9       | 17 | Marc Surer         | Arrows-Ford       | 71     | + 4 Rondes        | 23          |        |
| 10      | 25 | Francois Hesnault  | Ligier-Renault    | 71     | + 4 Rondes        | 17          |        |
| 11      | 27 | Michele Alboreto   | Ferrari           | 70     | Ontsteking        | 10          |        |
| 12      | 18 | Thierry Boutsen    | Arrows-Ford       | 70     | + 5 Rondes        | 26          |        |
| DSQ     | 3  | Martin Brundle     | Tyrrell-Ford      | 71     | Gediskwalificeerd | 25          |        |
| NF      | 15 | Patrick Tambay     | Renault           | 66     | Geen benzine      | 4           |        |
| DSQ     | 4  | Stefan Bellof      | Tyrrell-Ford      | 60     | Gediskwalificeerd | 24          |        |
| NF      | 5  | Jacques Laffite    | Williams-Honda    | 60     | Transmissie       | 11          |        |
| NF      | 14 | Manfred Winkelhock | ATS-BMW           | 53     | Motor             | 12          |        |
| NF      | 6  | Keke Rosberg       | Williams-Honda    | 51     | Wiel              | 2           |        |
| NF      | 12 | Nigel Mansell      | Lotus-Renault     | 51     | Turbo             | 3           |        |
| NF      | 28 | René Arnoux        | Ferrari           | 40     | Injectie          | 15          |        |
| NF      | 1  | Nelson Piquet      | Brabham-BMW       | 29     | Turbo             | 1           |        |
| NF      | 20 | Johnny Cecotto     | Toleman-Hart      | 26     | Banden            | 19          |        |
| NF      | 9  | Philippe Alliot    | RAM-Hart          | 24     | Motor             | 22          |        |
| NF      | 10 | Jonathan Palmer    | RAM-Hart          | 22     | Versnellingsbak   | 21          |        |
| NF      | 2  | Teo Fabi           | Brabham-BMW       | 18     | Turbo             | 6           |        |
| NF      | 23 | Eddie Cheever      | Alfa Romeo        | 4      | Radiator          | 16          |        |
| NF      | 24 | Piercarlo Ghinzani | Osella-Alfa Romeo | 0      | Ongeluk           | 20          |        |

## Statistieken
| Pole-position | Nelson Piquet  | Brabham-BMW | 1:04.871 |
| Snelste ronde | Patrick Tambay | Renault     | 1:08.877 |

## Noot
- Dit was de eerste podiumplaats voor Derek Warwick.

1960 · 1960 II · 1961 · 1962 · 1963 · 1965 · 1966 · 1967 · 1968 · 1969 · 1970 · 1971 · 1972 · 1973 · 1974 · 1975 · 1976 · 1977 · 1978 · 1979 · 1980 · 1981 · 1982 · 1983 · 1984 · 1985 · 1992 · 1993